# Siedem sprośnych słów

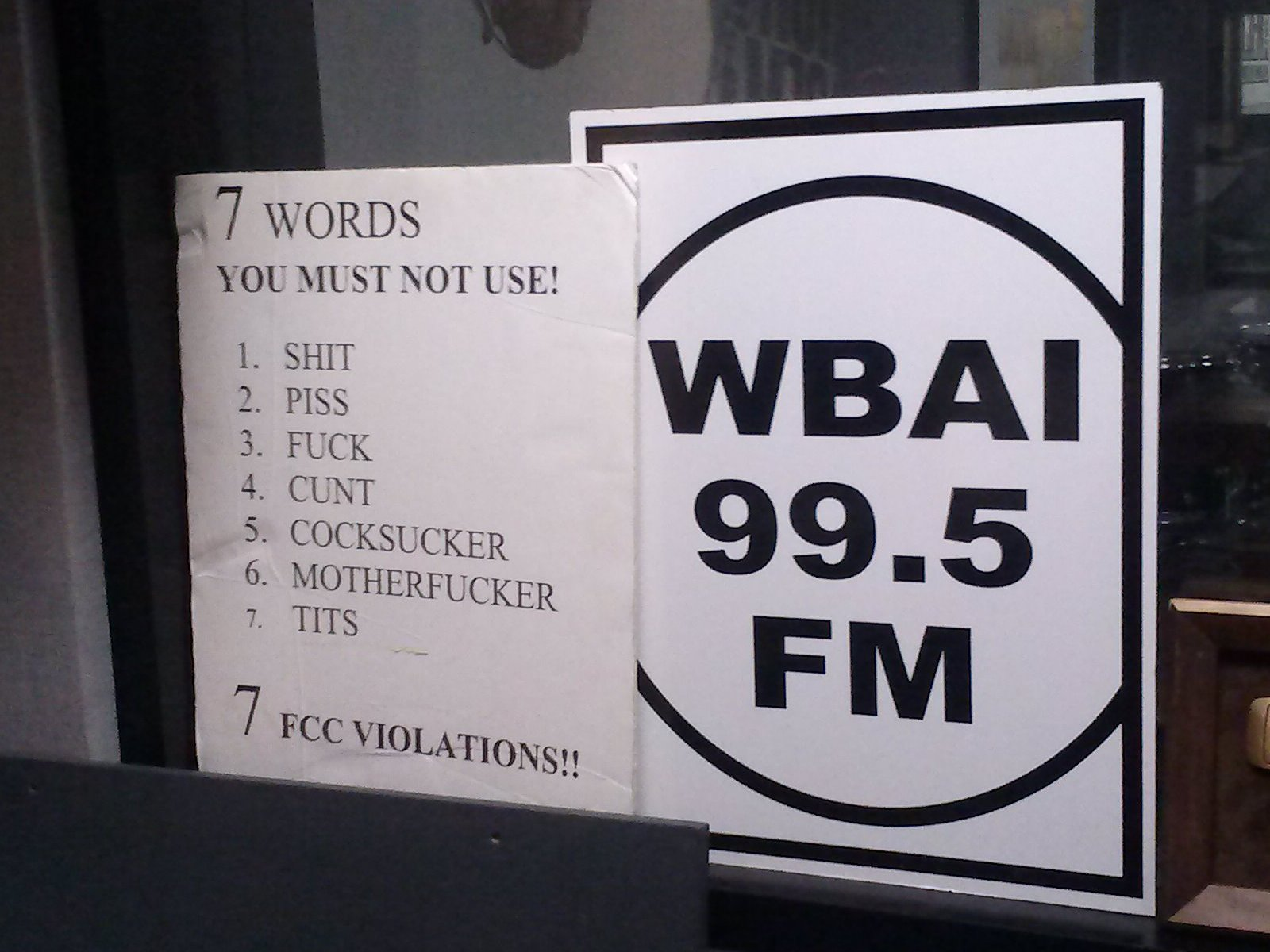
Lista ostrzegająca przed użyciem „Seven dirty words” w studio radia WBAI.

Siedem sprośnych słów (ang. seven dirty words) – siedem angielskich wyrazów, zebranych w listę przez amerykańskiego komika George’a Carlina. Lista powstała w 1972 roku w monologu Seven Words You Can Never Say on Television („Siedem słów, których nie można powiedzieć w telewizji”). W tym czasie słowa te były uważane za szczególnie niestosowne i nieodpowiednie w kontekście telewizji oraz publicznej praktyki językowej w USA. Do dziś lista Carlina pozostaje tematem tabu dla wielu ludzi. Lista nie jest oficjalnym wykazem słów, których nie wolno używać, tylko wyliczeniem komika. Niemniej jednak doprowadziła ona do decyzji Sądu Najwyższego Stanów Zjednoczonych, który pomógł rządowi ustalić, w jakim stopniu może kontrolować przemówienia w telewizji i radiu na terenie USA.

## Przeszłość
Podczas jednego ze swoich występów w 1961 komik Lenny Bruce został aresztowany za wymówienie dziewięciu niecenzuralnych słów.
W roku 1972 George Carlin wydał album zawierający humor stand-up pt. Class Clown („Klasowy pajac”). Jednym z rozdziałów był monolog „Seven Words You Can Never Say on Television” („Siedem słów, których nie można powiedzieć w telewizji”), w którym pełen ekscytacji pokazywał brak przyzwolenia na używanie tych słów, niezależnie od kontekstu. Carlin został aresztowany pod zarzutem zakłócania spokoju podczas występu na Summerfest w Milwaukee.
W jego następnym albumie z 1973 roku „Occupation: Foole” („Zawód: Głupek”) Carlin wykonał podobny monolog pt. „Sprośne słowa” (Filthy words), gdzie umieścił tę samą listę i wiele dawniejszych tematów. Radio Pacifica, a konkretnie WBAI-FM puściło nieocenzurowaną wersję tego monologu 30 października tego samego roku. Mężczyzna o imieniu Jon Douglas, który jechał wtedy samochodem wraz ze swoim synem, usłyszał popołudniową transmisję i poskarżył się Federalnej Komisji Łączności, że materiał puszczony jest o nieodpowiedniej porze.
Po otrzymaniu skargi Federalna Komisja Łączności nakazała Pacifice na nią odpowiedzieć, potem wydała nakaz podtrzymania zażalenia. Nie podano sprecyzowanych sankcji, ale w WBAI nadano informację, że „W przypadku otrzymania kolejnych skarg, Komisja zadecyduje, czy należy korzystać z wszelkich dostępnych sankcji, które nie zostały jej przyznane przez Kongres”. WBAI odwołało się do tej decyzji, co zostało oddalone przez Sąd Odwołań Dystryktu Kolumbia. Federalna Komisja Łączności odwołała się do Sądu Najwyższego Stanów Zjednoczonych, który w 1978 roku orzekł na korzyść komisji.
Ta decyzja formalnie ustanowiła drastyczny przepis w amerykańskim transmitowaniu. Wedle nowych zasad, które ustalił Sąd Najwyższy Stanów Zjednoczonych, przepis Safe harbor pozwalał transmitować nieprzyzwoite (ale nie obsceniczne) treści pomiędzy godzinami 22:00 i 6:00, aby ograniczyć dzieciom dostęp do nich. Federalna Komisja Łączności nigdy nie stworzyła listy słów, których nie należy puszczać w eter pomiędzy 6:00 a 22:00, ale stwierdziła, że jej własne wytyczne są wystarczające, by ustalić, co jest obsceniczne. Federalna Komisja Łączności może wykonać odpowiednie działania, jeśli „Siedem sprośnych słów” nie zostanie ocenzurowanych przez stację podczas jej audycji. Przepisy Federalnej Komisji Łączności dotyczące „ulotnego” używania wyrażeń były niezgodne z konstytucją, ponieważ naruszały Pierwszą Poprawkę do Konstytucji Stanów Zjednoczonych z powodu ich wpływu na ograniczanie wolności słowa.

## Słowa
Oryginalne siedem słów:
- Shit (gówno)
- Piss (szczochy, szczać)
- Fuck (pierdolić, kurwa)
- Cunt (cipa)
- Cocksucker (lachociąg)
- Motherfucker (matkojebca, skurwysyn)
- Tits (cycki)